# Дагестанская ящерица
Дагеста́нская я́щерица (лат. Darevskia daghestanica) — вид ящериц из семейства настоящих ящериц.

## Описание
Длина тела — до 5,8 см, хвост примерно вдвое длиннее. Чешуя туловища гладкая, слабовыпуклая. Бедренных пор 13-18, их ряд почти достигает коленного сгиба. Окраска сверху коричневато-серая, жёлто-бурая или пепельная. Рисунок более размытый, чем у кавказской ящерицы. По спине проходит полоса, образованная 2 параллельными рядами тёмных пятнышек или имеющая вид сетчатого рисунка. Может быть редуцированной или отсутствовать. По бокам проходят светлые полосы, не доходящие до теменных щитков, что отличает её от кавказской ящерицы.

## Распространение
Встречается на сухих горных склонах и в долинах рек лесной и частично горно-лесной зон Дагестана, Чечни, Ингушетии и Северной Осетии, а также в Азербайджане. Известна изолированная популяция в Южной осетии.

## Образ жизни
Активность дневная, в жаркое время утренняя и сумеречная. Зимовка с начала октября до марта—апреля. В предгорном Дагестане могут быть активны круглый год. В питании преобладают прямокрылые, двукрылые и их личинки, гусеницы, ручейники, жуки, пауки и дождевые черви.
В июне—июле самка откладывает 4—5 яиц. В августе — начале сентября из них выходят молодые ящерицы длиной 5—5,5 см.

## Классификация
Ранее этот вид рассматривался как подвид кавказской ящерицы (Darevskia caucasica), с которой часто обитают совместно и гибридизуются.